# Nepeta hispanica
Nepeta hispanica là một loài thực vật có hoa trong họ Hoa môi. Loài này được Boiss. & Reut. mô tả khoa học đầu tiên năm 1859.